# René Lenoir (homme politique)
René Lenoir est un haut fonctionnaire et homme politique français centriste né le 21 janvier 1927 à Alger et mort le 16 décembre 2017 à Arcachon.
Il a été secrétaire d’État à l'action sociale sous la présidence de Valéry Giscard d'Estaing du 8 juin 1974 au 31 mars 1978.

## Biographie

### Jeunesse et études
Fils de pieds-noirs, il fait ses études au lycée Gautier à Alger. Il quitte l'Algérie en 1948 pour suivre sa scolarité à Paris. Il suit des études de droit à l'université de Paris et obtient une licence de droit. Il s'inscrit à l'Institut d'études politiques de Paris où il prépare le concours de l'ENA. Il y est admis en 1952.

### Parcours professionnel
Sorti de l'ENA en 1954 et est nommé inspecteur des Finances en juillet 1958. Il entame une carrière administrative au Maroc, où il fait notamment la rencontre du futur Hassan II, dont il devient un proche. Nommé Inspecteur des Finances, il devient en 1962 un haut collaborateur du gouvernement malgache, fonction qu'il exerce pendant deux ans.
En 1969 il devient directeur de cabinet de Michel Debré lorsque celui-ci est nommé ministre de la Défense. L'année suivante, il devient directeur de l'action sociale au ministère de la santé.
Mais c'est la publication, en 1974, de son ouvrage Les Exclus : un Français sur dix qui tire ce haut fonctionnaire de l'anonymat et le fait connaître du grand public[réf. nécessaire]. Il s'y intéresse en effet à la situation faites aux handicapés et à ceux qu'on appelle encore alors les « inadaptés sociaux ».
C'est sans doute cet ouvrage qui lui vaut d'être nommé en juin 1974 secrétaire d’État à l'action sociale dans le gouvernement Jacques Chirac, sur décision du président de la République, alors qu'il n'a aucun mandat électoral et n'est membre d'aucun parti.
Il est, pendant les quatre ans de son mandat, très actif. Dès 1975, il fait adopter la première loi d'orientation en faveur des handicapés de la législation française. C'est cette loi qui fonde notamment l'allocation pour adulte handicapé, qui assure un minimum vital aux personnes qui ne peuvent travailler du fait de leur handicap. Dans les décrets d'application figure l'obligation d'accessibilité de toutes les nouvelles constructions d'habitation collective à partir de 1978. 
Situé à l'aile la plus centriste, voire de centre-gauche, de la majorité présidentielle, il fonde en 1977 avec Olivier Stirn et Lionel Stoléru le Carrefour social-démocrate.
Il tente de se faire élire dans la Cinquième circonscription de l'Oise, en 1978, mais est éliminé dès le premier tour.
Après son départ du gouvernement, il reprend cependant une activité dans la haute fonction publique, sans s'impliquer plus avant dans les luttes politiques. Directeur général des relations publiques du ministère des finances jusqu'en 1982, puis intègre en 1983 la Caisse des dépôts et consignations.
Alors en fin de carrière, il accepte sa nomination par Édith Cresson comme Directeur de l'ENA, fonction qu'il occupe de 1988 à 1992. Il est cependant en porte à faux du fait de son désaccord avec le transfert de l'école à Strasbourg.
Il revient en politique après l'élection à la présidence de la République de Jacques Chirac, dont il est, jusqu'en 2000, un des conseillers, chargé de mission à l’Élysée.
Il est le père du philosophe Frédéric Lenoir.

## Distinctions
- Commandeur de la Légion d'honneur (2000)[9] ; officier du 30 novembre 1989
- Grand officier de l'ordre national du Mérite (1995)[10]

## Ouvrages
- Les Exclus : un Français sur dix, Le Seuil, coll. « Points Actuels », 1974.
- Le Tiers Monde peut se nourrir, Fayard, 1985.
- Les Cerisiers d'Ighil, Fayard, 1991.
- Mon Algérie tendre et violente, Plon, 1994.
- Quand l'État disjoncte, La Découverte, 1995.
- Repères pour les hommes d'aujourd'hui, Fayard, 1998.
- Brèves de couloir : petit bêtisier du langage d'entreprise, Mots et Cie, 2007.
- Orages désirés, roman, L'Harmattan, 2010.
- Le Chant du monde est là, Albin Michel, 2017.